# Concepción Acevedo de la Llata
Concepción Acevedo de la Llata, conocida también como La Madre Conchita (Querétaro, 2 de noviembre de 1891 - Ciudad de México, 30 de agosto de 1979) fue una monja católica mexicana, de la Orden de las Capuchinas Sacramentarias, quien fue acusada de ser autora intelectual del asesinato de Álvaro Obregón.

## Biografía
Desde los 17 años se dedicó a la vida religiosa, ingresando a los 19 años a la Orden de las Capuchinas Sacramentarias. A partir de 1924, fue superiora del convento Hijas de María.
Tras la implementación de la Ley Calles por el presidente de México Plutarco Elías Calles en 1926, fijando penas en el Código Penal por violación en materia de cultos y enseñanzas, Concepción Acevedo y sus subordinadas son denunciadas por violar este código. Como consecuencia, sufren una persecución que las lleva a cambiar de domicilio de manera constante durante dos años.
A principios de 1928, acude de manera regular a las reuniones a favor del movimiento Cristero y contra las recientes reformas del gobierno. En estas reuniones, conoce a José de León Toral y aunque al principio se sabe que las conversaciones se limitaron a temas de índole religiosa, en una de estas pláticas llegan a la conclusión que para solucionar los problemas religiosos del país deben morir el general Calles, Álvaro Obregón así como el Patriarca Pérez.
Concepción Acevedo dijo no recordar dicha plática, ya que ella hablaba de muchos temas con la gente que la iba a consultar, sin embargo inventaron pruebas que fueron presentadas para ser acusada como instigadora y autora intelectual del asesinato de Álvaro Obregón.
Álvaro Obregón es asesinado por José de León Toral el 17 de julio de 1928 en el restaurante "La Bombilla" –actualmente Parque de la Bombilla– y el día 18 de julio de ese mismo año, Concepción Acevedo es aprehendida y torturada. A pesar de que su abogado defensor, el licenciado Fernando Ortega Guzmán, comprueba su inocencia, el 6 de noviembre es declarada culpable en un juicio irregular (el fallo fue emitido por coacción de diputados obregonistas) y condenada a prisión por 20 años, trasladándola a las Islas Marías el 14 de mayo de 1929.
El 29 de mayo de 1932 regresa a la Ciudad de México, y contrae matrimonio con Carlos Castro Balda para contar con protección durante su prisión en las Islas Marías. El 20 de octubre de 1934 se efectúa la boda civil en las Islas Marías. Es liberada en 1940.
Una vez en libertad se dedica a viajar por toda la República Mexicana dando conferencias acerca de religión, sus vivencias, la persecución religiosa, su aprehensión, destierro y su liberación. También hace mención de cómo quisieron involucrarla con el Movimiento Cristero.
Tras su regreso a la Ciudad de México se une a la Sociedad Civil Luz Fernández Semallera en apoyo a niños otomíes.
Ya en México su esposo Castro Balda se encontró con que nadie quería darle trabajo ya que había un boicot en su contra y para evitar represalias del gobierno nadie quiso comprometerse.
Un día se presentó Isaac Araiza, jefe de redacción de la revista Hoy; contrató a Conchita para que escribiera una serie de artículos sobre temas de su vida. El compromiso fue escribir un artículo semanal de ocho cuartillas que fue bien recibido. La madre Conchita redactaba y Carlos Castro Balda transcribía, y les pagaban $75.00 semanales.
Así vivieron hasta que la señora Margot Valdés Peza,  esposa de Edward G. Bush, administrador de LAMSA (Líneas Aéreas Mexicanas S.A.), propuso a Carlos la posibilidad de trabajar en la empresa, así lo hizo por seis años. Luego laboró en TAMSA, Tubos de Acero de México, bajo las órdenes del industrial italiano Bruno Pagliai, situada en las afueras de la ciudad y puerto de Veracruz, fábrica que aún existe.
En 1952 ante notario constituyeron la sociedad civil "Luz Fernández Semallera de Icaza, A.C." cuyo presidente fue Carlos Castro Balda, el fin de la asociación era: orientar y elevar a los indígenas otomíes del Valle del Mezquital en lo moral, social y económico.
Construyeron un internado para niños otomíes, un puente, un camino para entroncar a la carretera México – Laredo. Para todo esto influyó la Madre Conchita, ya que personalmente acudió ante  Margarita Rodríguez Aguilar, secretaria particular de la esposa del presidente de la república Adolfo Ruiz Cortines.
Posteriormente les fue donado un automóvil para transportar a las religiosas que asistían a los niños otomíes en el internado y colegio.
Obtuvo también un subsidio mensual de mil pesos de parte del Nacional Monte de Piedad.
En 1965, en Madrid, de Gráficas Marsiega, S.A. salió a la luz, como edición privada, un libro de 638 páginas titulado Una mártir de México, por Concepción Acevedo de la Llata. Había pensado titularlo simplemente Memorias, pero a sugerencia del Papa Juan XXIII se le cambió el título. La editorial Contenido, S.A. ha publicado tres ediciones (1972, 1974 y 1979). En 1983, Ediciones Océano de Barcelona, España, publicó una nueva edición.
Dio varias entrevistas a los medios, la primera fue con Jacobo Zabludovsky en 1970, en 1978 con la periodista Cristina Ochoa para la revista Siempre!
En 1971, el 29 de octubre, se estrenó la obra de teatro El Juicio en el teatro Orientación del Centro Cultural del Bosque llegando a las 100 representaciones, original de Vicente Leñero, basada en el juicio realizado a De León Toral y la Madre Conchita en 1928.
En sus últimos años de vida, retoma la promoción de su religión y se dedica a dar entrevistas y relatar públicamente su versión de los hechos vividos en 1928 sobre todo por la insistencia de diferentes reporteros que la buscaban.

## Fallecimiento
Murió el 30 de agosto de 1979 a los 87 años de edad en la Ciudad de México, víctima de un paro cardiorrespiratorio no traumático derivado de la hipertensión arterial y diabetes mellitus que padeció en sus últimos años. Sus restos reposan en el Panteón Jardín ubicado en la misma ciudad.
Le fue permitido ser amortajada con su hábito de monja por permiso del Papa Pablo VI.

## Libros publicados
- Obregón; memorias inéditas de la Madre Conchita. México: Libro Mex. 1957. p. 230. OCLC 1388028.
- Memorias de la madre Conchita. México: Libro Mex. 1962. p. 316. OCLC 1184781.
- Una mártir de México (la madre Conchita). Madrid: Marsiega. 1965. p. 638. OCLC 434317247.
- Yo, la madre Conchita. México: Editorial Contenido. 1974. p. 207. OCLC 11498764.